# تيارو (كوينزلاند)
تيارو، هي بلدة ريفية ومحلية في منطقة ساحل فريزر في كوينزلاند بأستراليا. في عام 2016، بلغ عدد سكانها 758 نسمة.